# Mariano Ponce
Mariano Ponce (ur. 23 marca 1863, zm. 23 maja 1918) – filipiński polityk i pisarz oraz lekarz.

## Życiorys
Urodził się w Baliuag w prowincji Bulacan jako syn Mariana Ponce starszego i Marii Collantes. Ukończył Colegio de San Juan de Letran w 1885, następnie zaś podjął studia medyczne na Universidad de Santo Tomas. Studiował też na madryckim Universidad Central. Włączył się w działalność ruchu na rzecz głębokich reform politycznych na wciąż pozostających kolonialną posiadłością Hiszpanii Filipinach. Był sekretarzem zrzeszającego tak liberalnie nastawionych Hiszpanów jak i Filipińczyków Asociacion Hispano-Filipino. Znalazł się wśród założycieli powstałego w lutym 1889 w Barcelonie pisma La Solidaridad, głównego organu prasowego ruchu reformatorskiego. W redakcji odpowiadał za część literacką owej gazety, na jej łamach opublikował niemal 40 artykułów poświęconych historii, socjologii oraz podróżom. Posługiwał się pseudonimami Naning, Kalipulako oraz Tigbalang. Był bliskim przyjacielem innego reformatora i działacza politycznego, powszechnie uznawanego współcześnie za bohatera narodowego, Jose Rizala.
Wybuch rewolucji filipińskiej z 1896 zastał Poncego w Barcelonie. Tam też został aresztowany. Po wyjściu na wolność udał się do Francji. Zdołał wreszcie dostać się do Hongkongu, gdzie włączył się w aktywność polityczną, wchodząc w skład rewolucyjnego rządu filipińskiego z Emiliem Aguinaldo na czele. W 1898 jako przedstawiciel rządu udał się do Japonii. Uznaje się go za jednego z pierwszych filipińskich dyplomatów. W Japonii właśnie zaprzyjaźnił się z Sun Jat-senem. Poślubił też Okiyo Udanwarę, pochodzącą z dawnego samurajskiego rodu. Udało mu się przy tym zaaranżować dodatkowe dostawy japońskiej broni dla filipińskiej armii. Statek przewożący jednak owo uzbrojenie uległ zniszczeniu.
Ponce powrócił do kraju dopiero w 1908. Został redaktorem pisma El Renacimiento, współzakładał również El Ideal, organ prasowy Partii Nacjonalistycznej. Wybrano go w skład Zgromadzenia Filipińskiego, w którym to reprezentował swą rodzinną prowincję. Kontynuował aktywność pisarską, chociażby publikując artykuły o znanych Filipińczykach. Zmarł w Hongkongu.